# Le Taureau (Potter)
Le Taureau (en néerlandais :, ou De stier) est une peinture à l'huile d'un taureau réalisée par Paulus Potter. Le tableau fait partie de la collection de la Mauritshuis à La Haye, aux Pays-Bas.

## Description
À peu près grandeur nature, il s'agit d'une peinture animalière inhabituellement monumentale qui défie la hiérarchie des genres par son traitement presque héroïque d'un animal,. La grande taille laisse place à un réalisme très détaillé, notamment par la représentation de nombre de mouches. L'œuvre est à la fois admirée et critiquée, notamment au XIXe siècle.
Le tableau est signé et daté de 1647, ce qui signifie que Potter, né en novembre 1625, n'avait que 22 ans lorsqu'il le termina ; il mourut en 1654, avant d'avoir 30 ans. Le tableau était très admiré aux XVIIIe et XIXe siècles ; dans les années 1870, l'artiste et critique français Eugène Fromentin affirmait avec assurance que ce tableau ainsi que les tableaux de Rembrandt La Ronde de nuit et La Leçon d'anatomie du docteur Tulp (ce dernier également à la Mauritshuis) étaient les trois tableaux les plus célèbres des Pays-Bas.
Le tableau a finalement été agrandi par Potter, qui a ajouté des bandes de toile supplémentaires des deux côtés et en haut à sa composition originale, qui comprenait uniquement le taureau lui-même. Le village en arrière-plan est Rijswijk, entre Delft et La Haye. Les peintures d'animaux dans des paysages étaient la spécialité de Potter, c'est la plus grande en dehors de son unique portrait équestre grandeur nature ; la plupart de ses œuvres sont beaucoup plus petites.
Le taureau était un symbole de prospérité pour les Hollandais, jusqu'ici négligé dans l'art, et, avec le cheval, il était de loin l'animal le plus représenté dans la peinture hollandaise de l'Âge d'or ; les chèvres étaient utilisées pour indiquer l'Italie. Il s'agit d'un imposant et célèbre portrait qui faisait partie de la collection de la Galerie Prince Guillaume V que Napoléon a emporté à Paris en 1795 et qui, par un traité ultérieur, lui a été restitué en 1815. Il a été exposé au musée du Louvre pendant vingt ans. Les analystes de l'élevage ont noté, à partir de la représentation des différentes parties de l'anatomie du taureau, qu'il semble s'agir d'un composite d'études portant sur six animaux différents d'âges variés.
Comme l'oiseau tout aussi grandeur nature du Cygne menacé (1650) de Jan Asselijn, le taureau peut également servir de symbole de la République néerlandaise. Ce n'est probablement qu'un siècle plus tard que Whistlejacket de George Stubbs, une peinture représentant un cheval de course anglais, soit réalisé un portrait animalier tout aussi monumental.

## Lectures complémentaires
- Simon Schama, The Embarrassment of Riches: An Interpretation of Dutch Culture in the Golden Age (1987)